# Seven Seas Entertainment
Seven Seas Entertainment — видавнича компанія, розташована в Лос-Анджелесі, штат Каліфорнія, США.
Спочатку компанія була присвячена публікації оригінальної англомовної манґи, але тепер публікує ліцензовану манґу та Ранобе з Японії, а також окремі вебкомікси. Компанію очолює Джейсон ДеАнджеліс, який ввів термін «Світова манга» після запуску веб-сайту компанії в жовтні 2004 року.